# Omeisaurus
Omeisaurus („ještěr od hory Emei“) byl rod sauropodního dinosaura z čeledi Mamenchisauridae, který byl formálně popsán v roce 1939 a pojmenován podle čínského pohoří, ve kterém byly nalezeny jeho fosilní pozůstatky (geologické souvrství Ša-si-miao).

## Popis
Dosud objevené fosilie zahrnují úlomky různých částí jeho kostry, takže si lze představit, jak tento živočich vypadal. Omeisaurus měl dlouhý krk, malou klínovitou hlavu a při chůzi byl nepatrně nachýlený dopředu, s kyčlemi položenými výše než ramena. Ocas měl relativně krátký, přestože stále mohutný, a mohl být kyjovitě zakončen, i když to nemusel být znak všech druhů. Jako všichni sauropodi ani omeisaurus nevláčel ocas po zemi. Místo toho jej pravděpodobně nesl vodorovně a využíval ho jako protiváhu nebo dokonce jako zbraň při odhánění dravců.

## Rozměry
Tento sauropod byl dlouhý asi 10 až 15 metrů, vysoký kolem 3,5 metru a vážil zhruba 5 až 10 tun. Pokud do tohoto rodu spadá i větší druh O. (?) tianfuensis, pak lze rodu Omeisaurus přiřknout délku kolem 18 metrů a hmotnost zhruba 8500 kilogramů. Podle jiných odhadů dosahovali jedinci druhu O. tianfuensis délky až 20,2 metru a hmotnosti kolem 9800 kilogramů.

## Systematika
Omeisaurus byl zástupcem čeledi Mamenchisauridae, středně velkých až obřích jurských sauropodů z východní Asie. Mezi nejbližší příbuzné tohoto rodu patřil například rod Anhuilong.
V současnosti je rozlišováno zhruba osm (potenciálně vědecky platných) druhů tohoto rodu. Zatím poslední druh, O. puxiani, byl popsán v dubnu roku 2020.